# Lars Ekbom
Lars Ekbom, född den 29 februari 1924 i Västerås, död den 29 maj 2011, var en svensk metallurg. Han var teknologie doktor i metallografi och docent i pulvermetallurgi vid Kungliga Tekniska högskolan i Stockholm sedan 1990. Han var bergsingenjör vid Svenska Metallverken, ASEA och Sveriges Mekanförbund.
Ekbom ansvarade som ingenjörschef vid FOA (Försvarets Forskningsanstalt), bland annat för Sveriges forskning inom plutonium och sprängämnen under 1960- och 70-talen i syfte att införskaffa kunskap för nedrustningen av kärnvapen under Kalla kriget. Sammanlagt materialforskade Ekbom från 1962 till 1990. En stor del av hans forskning skedde inom kombinationer av metallurgi, keramer med pansar och ammunition/sprängmedel (materialprognoser).
Delar av Ekboms forskning lärs bland annat ut på NASA och andra vetenskapliga institutioner. Lars Ekbom har även samarbetat med bland andra ESA (Europeiska rymdorganisationen).
Lars Ekbom deltog som sekreterare i Korrosionsinstitutets specialistgrupp för att ta fram en metod (kopparkapslar) för förvaring av utbränt kärnbränsle. Han förespråkade moderniserad kärnkraft som en miljövänligare energikälla än bland annat kolbränslen.
Från 1990 forskade och undervisade Ekbom i pulvermetallurgi på Kungliga Tekniska Högskolan i Stockholm. Han publicerade ett hundratal akademiska arbeten samt innehade ett antal patent.
Under 2001 hjälpte Lars Ekbom M/S Estonias anhörigföreningar som expertrådgivare. Han ställde då utom tvivel att en explosion hade skett ombord på det sjunkna passagerarfartyget.